# Zidantas I
Zidantas I va ser rei dels hitites en unes dates entre el 1560 aC i el 1550 aC. Era gendre d'Hantilis I i en va ser el seu successor.
El que se'n sap d'ell, prové de la Proclamació de Telepinus. Juntament amb el seu sogre, va participar en la conspiració que va acabar amb l'assassinat de Mursilis I, que va permetre que Hantilis fos proclamat rei. Se sap que la seva esposa tenia un nom que acabava en -sha o -ta. Va tenir als menys tres fills: Ammunas, el seu successor, Zuru, cap de la guàrdia reial, posició normalment exercida per un fill del rei, però aquest parentiu no està acreditat i Istapariya, una filla que es va casar amb Telepinus.
No se'n sap quasi res del seu regnat, que sembla que va ser molt breu. A la mort d'Hantilis I, segurament Zidantas va assassinar al fill de l'anterior rei i hereu, Pishenis i els seus fills i els principals col·laboradors. Llavors es va proclamar rei per la legitimitat de la seva dona, filla d'Hantilis I.
El seu fill Ammunas el va assassinar i el va succeir. La Proclamació de Telepinus diu: "Els déus van convertir el seu propi fill Ammunas en el seu enemic, i així va matar el seu pare".